# 天鷹座77
天鷹座77，又名BD-17 6619，HD 216640、SAO 165376、HR 8711，是天鷹座的一颗恒星，视星等为5.56，位于銀經48.79，銀緯-60.9，其B1900.0坐标为赤經22h 49m 28s，赤緯-16° -60.9′ 8″。